# Raft (группа)
RafT (рус. Рафт) — это французский дуэт Кристиана Фужерона (вокал/гитара) и Пьера Шотта, (гитара, бас-гитара, вокал). Группа образовалась в Страсбурге в 80-е годы. Самый известный её хит — «Yaka Dansé (l'aborigène)».

## История

### 1983: The Drinks
Дуэт образовался в Страсбурге в 1983 г. под руководством Yvon D'alberto и назывался тогда The Drinks.
Первый самостоятельно записанный сингл был «Confession / Right Or Wrong». 
В 1984 под лейблом Ariola/BMG вышел «Dancing Tango/Sun's Too Hot/Gone To Africa».

### 1985-1990:  RafT
Под названием RafT группа выступила в 1985 с синглом «Io (c'est ça)». Первый альбом на английском «It's Growing Light» вышел в этом же году, но не был замечен публикой.
В феврале-марте 1987 года группа предприняла первую часть турне по Ниагаре, в этом году они создали свой первый хит «Yaka Dansé (l'aborigène)» (слова и музыка: Кристиан Фужерон), который занял 2 место в Top 50 Франции и заслужил золотой диск (было продано 600.000 экземпляров).

## Дискография
Альбомы
- 1985: «It's Growing Light» (Polydor)
- 1988: «Madagascar» (Polydor)

Синглы
- 1983: «Confession/Right Or Wrong» (самостоятельное издание) — под названием The Drinks.
- 1984: «Dancing Tango/Sun's Too Hot/Gone To Africa» (Ariola/BMG) — под названием The Drinks.
- 1985: «Io (c'est ça)» (Polydor)
- 1986: «It's Growing Light (eins, zwei, drei, vier!)» (Polydor)
- 1987: «Yaka Dansé (l'aborigène)» — #2 во Франции, золотой диск (Polydor)
- 1988: «Femmes du Congo» — #20 во Франции (Polydor)
- 1989: «Didididam (dimdam)» (Polydor)
- 1989: «Sea, Sun and Sensy» (Polydor)
- 1989: «Debout Gazelles» (Polydor)